# Thijs Willekes
Thijs Willekes (Heemstede, 26 januari 1977) is een Nederlandse visagist en televisiepresentator.

## Biografie
Na diverse opleidingen begon Willekes al snel te werken achter de schermen van televisieprogramma's en tijdschriften. In 2006 en 2007 nam hij de taak als visagist op zich in het RTL 4-programma LookingGood. In 2008 was hij te zien in Passion for Fashion, een modeprogramma van Net5. In datzelfde jaar was Willekes tevens te zien in Holland's Next Top Model, een modellenwedstrijd van RTL 5. Ook was hij eind 2008 jurylid, visagist en coach in Miss & Mrs Perfect, wederom een modellenprogramma van RTL 5. In 2009 werkte hij mee aan Wat je ziet ben je zelf. Sinds 2010 presenteert hij So Thijs.
Willekes is sinds 2006 het gezicht van ICI PARIS XL. Ook gaf hij samen met John Kattenberg een aantal jaar les aan de House of Orange make-up school.
Ook heeft Willekes drie DVD's uitgebracht, Make-uppen doe je zo! (2007), Smokey Eyes, stap voor stap (2007) en Glam Yourself (2009)
Ook is hij verantwoordelijk voor visagie-gerelateerde werkzaamheden voor diverse modetijdschriften zoals de Elle, Marie-Claire, Glamour, Avant Garde en Glossy.
Willekes schrijft verder ook columns voor Society World, IVY Magazine en Beauty & You. Daarbij heeft hij sinds 2009 een vaste rubriek in het glamourtijdschrift Glossy.
Naast zijn werkzaamheden als visagist is Willekes ook mede-eigenaar van het Nederlandse PR-bureau So PR. Inmiddels is daarvan een tweede vestiging geopend in Los Angeles, Verenigde Staten; So PR Los Angeles.
Willekes bracht in mei 2011 een boek uit, genaamd So Thijs, tips, tips en nog meer tips.